# Cantone di Hayange
Il Cantone di Hayange è una divisione amministrativa dell'arrondissement di Thionville-Ovest.
A seguito della riforma approvata con decreto del 18 febbraio 2014, che ha avuto attuazione dopo le elezioni dipartimentali del 2015, è passato da 3 a 9 comuni.

## Composizione
I 3 comuni facenti parte prima della riforma del 2014 erano:
- Hayange
- Ranguevaux
- Serémange-Erzange

Dal 2015 i comuni appartenenti al cantone sono i seguenti 9:
- Clouange
- Hayange
- Gandrange
- Moyeuvre-Grande
- Moyeuvre-Petite
- Ranguevaux
- Rosselange
- Serémange-Erzange
- Vitry-sur-Orne